# Polidípsia
La polidípsia és un símptoma mèdic en el qual el pacient mostra la set excessiva. La paraula deriva de la grega πολυδιψία, que es deriva de πολύς ("polis", molt/s) + δίψα (DIPSA, "set"). Un terme etimològicament relacionat és dipsomania, entesa com a alcoholisme.

## Causes
- En la diabetis mellitus és característica dels símptomes inicials, o per descompensació per hiperglucèmia important.
- Canvi en l'osmolaritat del líquid extracel·lular del cos, hipopotassèmia, disminució del volum sanguini (com passa durant una hemorràgia important), i altres condicions que creen un dèficit d'aigua. Aquest és normalment el resultat de la diüresi osmòtica (augment de l'orina), com en la diabetis insípida (diabetis "sense gust", a diferència de la diabetis mellitus o "dolça").
- Intoxicació per fàrmacs anticolinèrgics o per la presa de medicaments que causen sequedat de la boca (els anticolinèrgics i antidepressius tricíclics).